# Różyna (województwo opolskie)
Różyna (niem. Rosenthal) – wieś w Polsce położona w województwie opolskim, w powiecie brzeskim, w gminie Lewin Brzeski.
W latach 1975–1998 miejscowość położona była w województwie opolskim.
We wsi znajduje się kościół filialny pw. św. Mikołaja wzmiankowany w 1310 r. W średniowieczu znajdował się pod patronatem komturstwa maltańskiego w Łosiowie. Jego obecna barokowa bryła pochodzi z 1813 r., kiedy to został odbudowany po pożarze. W otoczeniu mur gotycki XV/XVIII w. z kamienia i cegły, oszkarpowany.
Wewnątrz kościoła największą wartość historyczną ma figura „Pietà” (obecnie, ze względów bezpieczeństwa przechowywana w Muzeum w Brzegu). Rzeźba drewniana o wymiarach 86 cm x 96   cm, polichromowana, wydrążona przedstawia siedzącą Marię z martwym Chrystusem na kolanach. Rzeźba pochodzi najprawdopodobniej z wystroju pierwotnego kościoła w Różynie.
W tej wsi można spotkać zachowane w dobrym stanie stodoły szachulcowe.
Przy drodze z Różyny w kierunku wsi Wronów widzimy kilka z kilkunastu dębów szypułkowych stanowiących grupowy pomnik przyrody na starorzeczu Odry, na terenie Stobrawskiego Parku Krajobrazowego, którego granica przebiega wzdłuż gminnej drogi gruntowej od rozwidlenia aż do Wronowa. Pierwszy bardzo okazały dąb jest na samym rozwidleniu, natomiast trzy następne po lewej stronie drogi, a dwa po prawej stronie drogi w odległości nie większej niż 200 m od skrzyżowania.
Po lewej stronie drogi stoi lekko przechylony krzyż pokutny (100 m od rozwidlenia). W gęstych zaroślach, między wiekowymi dębami, stoi wyciosany z kamienia krzyż.
Około 700 m na zachód od rozwidlenia zlokalizowano stanowisko archeologiczne: pracownię hutniczą ludności kultury przeworskiej datowaną na IV-V wiek n.e.
W kierunku na północ od tej drogi znajduje się objęty ochroną przyrodniczą Zespół przyrodniczo-krajobrazowy „Grądy Odrzańskie”. Na jego terenie grupowy pomnik przyrody - rząd dziesięciu dębów czerwonych, na lewo od drogi, nad brzegiem oczka wodnego rośnie kilka bardzo okazałych dębów szypułkowych.
Największymi walorami przyrodniczymi tego terenu są pozostałości nielicznych na Opolszczyźnie, zwartych i stosunkowo dużych kompleksów nadrzecznych grądów z typową dla nich florą i fauną.
Flora jest tu również bogato reprezentowana przez następujące gatunki chronione i rzadkie takie jak: śnieżyczka przebiśnieg, przytulia wonna, konwalia majowa, kruszyna pospolita, grzybienie białe, listera jajowata, grążel żółty, kotewka orzech wodny.
Na północy tego zespołu użytek ekologiczny „Nad Nysą”. Brzegi tego ekosystemu porośnięte są bardzo nielicznie reprezentowanym w dolinie Odry lasem łęgowym oraz liczniej reprezentowanym grądem. Występują tu chronione: kotewka orzech wodny, grzybienie białe, grążel żółty. Z ptaków zasługują na uwagę: dzięcioł średni i muchołówka białoszyja. 
W kierunku północnym, na styku z granicą Gminy Brzeg istniało średniowieczne stożkowe grodzisko (XIV-XV wiek).

## Zabytki
Do wojewódzkiego rejestru zabytków wpisany jest:
- kościół fil. pw. św. Mikołaja, z XVIII w.

Inne obiekty:
- Średniowieczne grodzisko stożkowate - Rejestr NID - numer rejestru - A-393/75 z 1975-01-22 (stanowisko 3)